# Arenicolumba prattae
Arenicolumba prattae — викопний вид голубоподібних птахів, що існував у середньому міоцені (19 млн років тому) в Північній Америці.

## Скам'янілості
Описнаий з фрагмента лівого коракоїда, що знайдений у відкладеннях свити Thomas Farm Site на півночі Флориди (США). Описаний у 1992 році як Columbina prattae, але виділений у власний рід Arenicolumba у 2008 році.